# Montecarlo

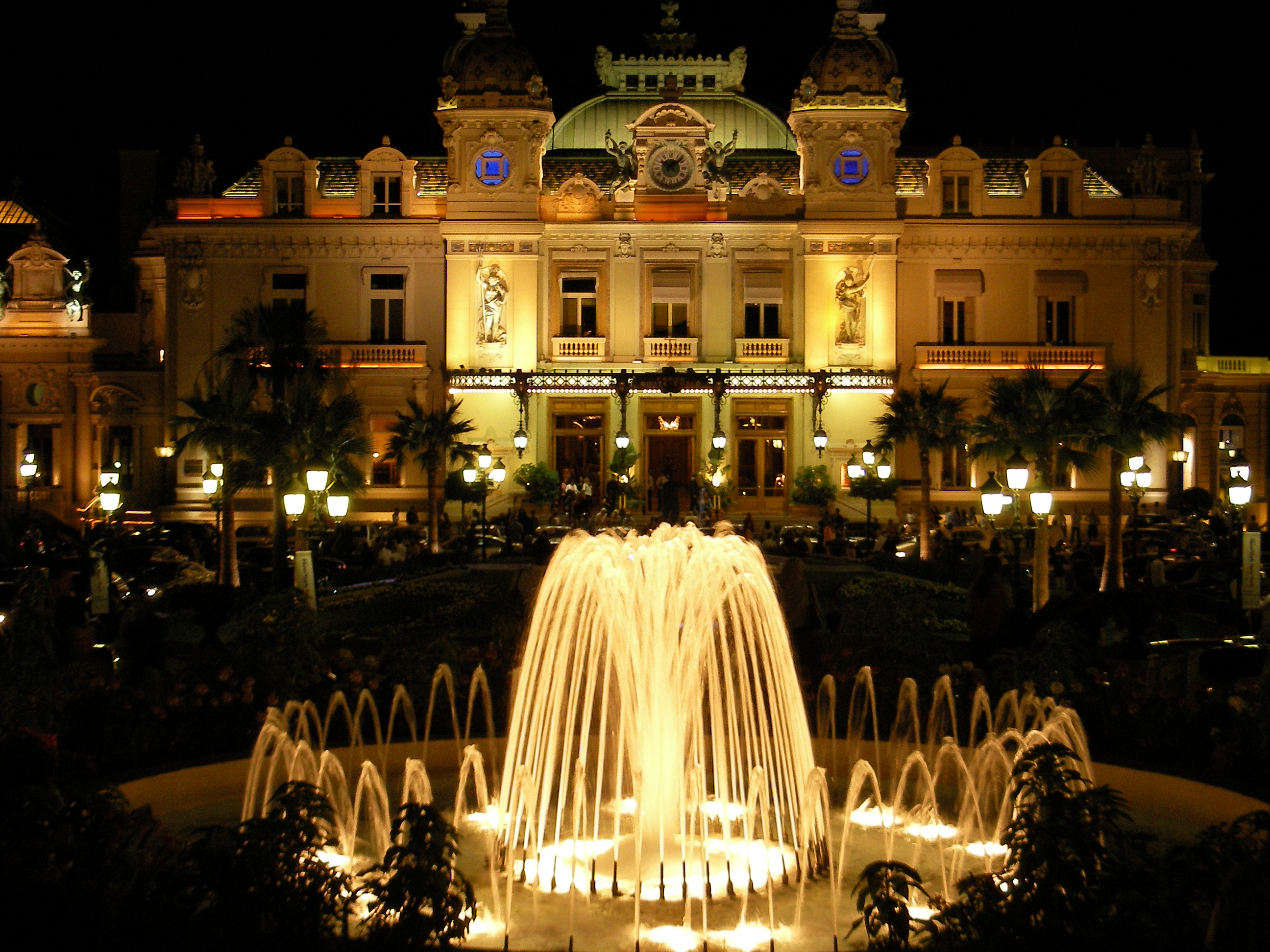
Vista del casino de Montecarlo.

Montecarlo (en francés, Monte-Carlo; en monegasco Munte Carlu) es un barrio del principado de Mónaco, célebre por el Casino de Montecarlo.
En muchas ocasiones se piensa que Montecarlo es la capital de Mónaco, pero puesto que la ciudad y el país tienen las mismas fronteras, Mónaco es su propia capital.
Montecarlo acoge una parte del Circuito de Mónaco, en el que tiene lugar el Gran Premio de Mónaco de Fórmula 1, generalmente el último fin de semana de mayo, y una de las pruebas más importantes del Campeonato Mundial de Rally: el Rally de Montecarlo.

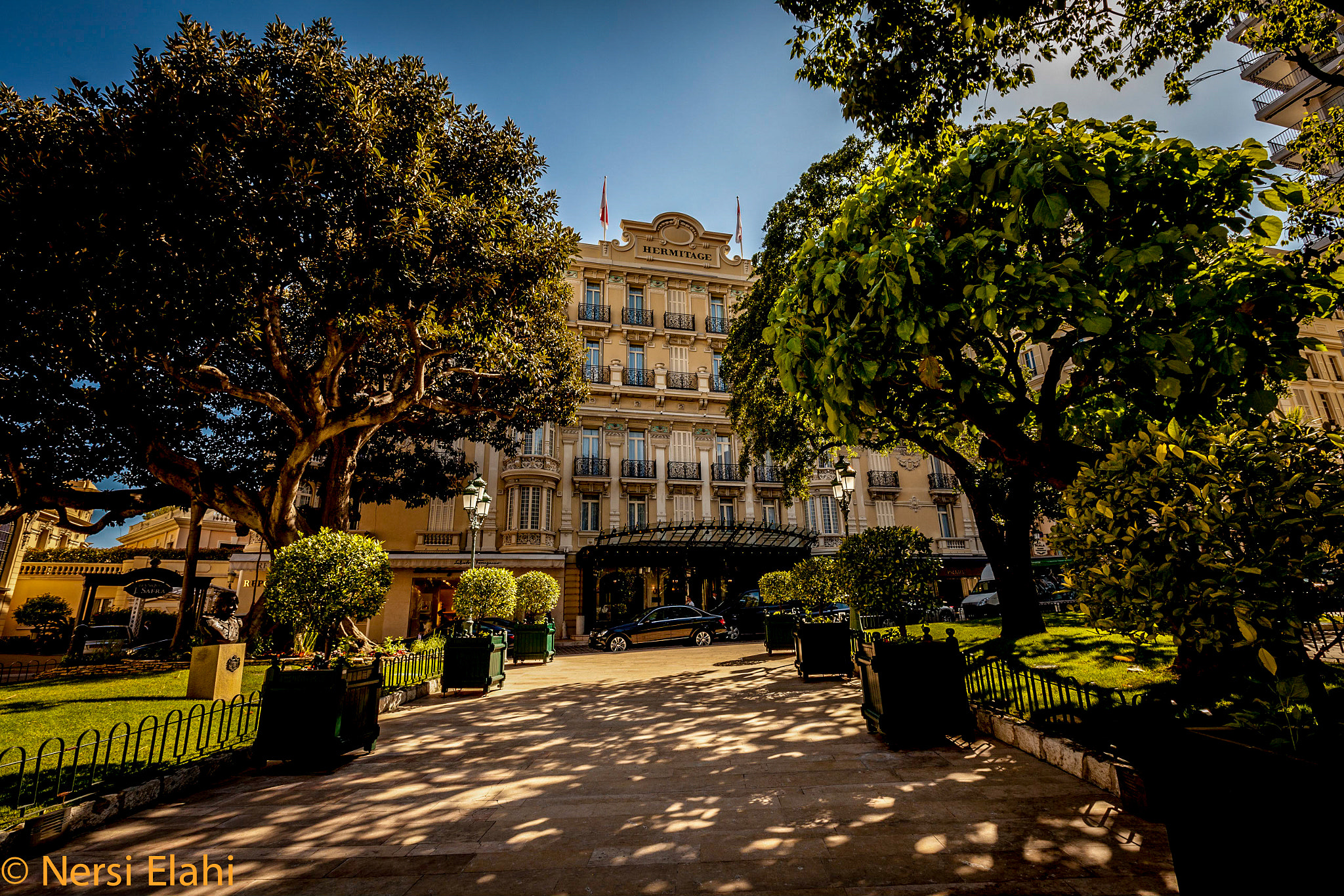
Hôtel Hermitage Monte Carlo.

Desde hace décadas, Montecarlo es un lugar de reunión de miembros de la realeza, millonarios y grandes estrellas de cine.

## Historia
Fundada en 1866, Montecarlo tiene un nombre de origen italiano que significa 'Monte de Carlos'. Fue nombrado en honor del príncipe reinante de la época, Carlos III de Mónaco. 
En la década de 1850, la familia reinante de Mónaco estaba casi en quiebra, como consecuencia de la pérdida de dos ciudades que proporcionaban la mayor parte de los ingresos del Principado con sus cultivos de limón, naranja y aceite de oliva. En esta época, una serie de pequeñas ciudades en Europa estaban creciendo en prosperidad con establecimientos de juego, especialmente en las ciudades alemanas de Baden-Baden y Homburg. En 1856, Carlos III de Mónaco dio una concesión a Napoleón Langlois y a Albert Aubert para establecer una instalación de baños de mar para el tratamiento de diversas enfermedades y construir un casino de estilo alemán en Mónaco.
Sin embargo, el primer casino que había sido inaugurado en La Condamine en 1862 no tuvo el éxito esperado y, posteriormente, se trasladó la ubicación en varias ocasiones en los años que siguieron hasta su actual ubicación en la zona denominada "Les Spélugues" (Las Cuevas) de Montecarlo. El éxito del casino creció lentamente, debido en gran parte a la inaccesibilidad del área para gran parte de Europa. La instalación del ferrocarril en 1868, sin embargo, trajo consigo una mayor afluencia de personas a Montecarlo, lo que lo hizo aumentar su riqueza.
En 1911, la Constitución dividió el principado de Mónaco en tres municipios, el municipio de Montecarlo fue creado para el actual barrio de La Rousse/San Roman, Larvotto/Bas Moulins y Saint Michel. En 1917, se regresó a la división única para todo el principado. Hoy, por el contrario, Mónaco se divide en 10 barrios o distritos.
El barrio de Montecarlo fue servido por tranvías entre 1900 y 1932, que unieron varias partes de Mónaco. En 2003, se concluyó un nuevo muelle de cruceros en el puerto de Montecarlo.

## Geografía
Montecarlo posee una superficie de 28,14 hectáreas (o bien 0,28 kilómetros cuadrados) y se encuentra frente al mar Mediterráneo, limita al oeste con Monegeti y La Condamine, al norte con Saint Michel y al este con La Rousse y Larvotto.

### Clima
Montecarlo tiene un clima mediterráneo cálido y veraniego (clasificación climática de Köppen: Csa), que está influenciado por el clima oceánico y el clima subtropical húmedo. Como resultado, tiene veranos cálidos y secos e inviernos suaves y lluviosos.

## Deporte
Montecarlo alberga la mayor parte del Circuito de Mónaco, en el que se lleva a cabo el Gran Premio de Mónaco de Fórmula 1. También alberga combates de boxeo del campeonato mundial, la Gran Final del European Poker Tour y el Campeonato Mundial de Backgammon, así como el Salón Internacional del Automóvil de Mónaco (Fr: Salon International de l'Automobile de Monaco), desfiles de moda y otros eventos.
Aunque se anuncia que el torneo de tenis Monte Carlo Masters se lleva a cabo en la comunidad, su ubicación real está en la comuna francesa adyacente de Roquebrune-Cap-Martin. El Rally de Montecarlo es uno de los rallies de coches más antiguos y respetados; de 1973 a 2008 y nuevamente a partir de 2012, marca el inicio de la temporada del Campeonato del Mundo de Rallyes, habiendo servido también como telón de fondo para el Intercontinental Rally Challenge entre 2009 y 2011. El rally, sin embargo, se lleva a cabo fuera del barrio de Montecarlo y se circula principalmente por carreteras francesas.

## Turismo
Montecarlo ha sido visitado tanto por la realeza como por el público y las estrellas de cine durante décadas. Monte Carlo es uno de los centros turísticos más importantes de Europa, aunque muchos de los destinos turísticos clave se encuentran en otras partes de Mónaco, incluidas atracciones como la Catedral de Mónaco, el Museo de Napoleón, el Museo Oceanográfico y el acuario, y el Palacio del Príncipe, todos los cuales están en Monaco-Ville.

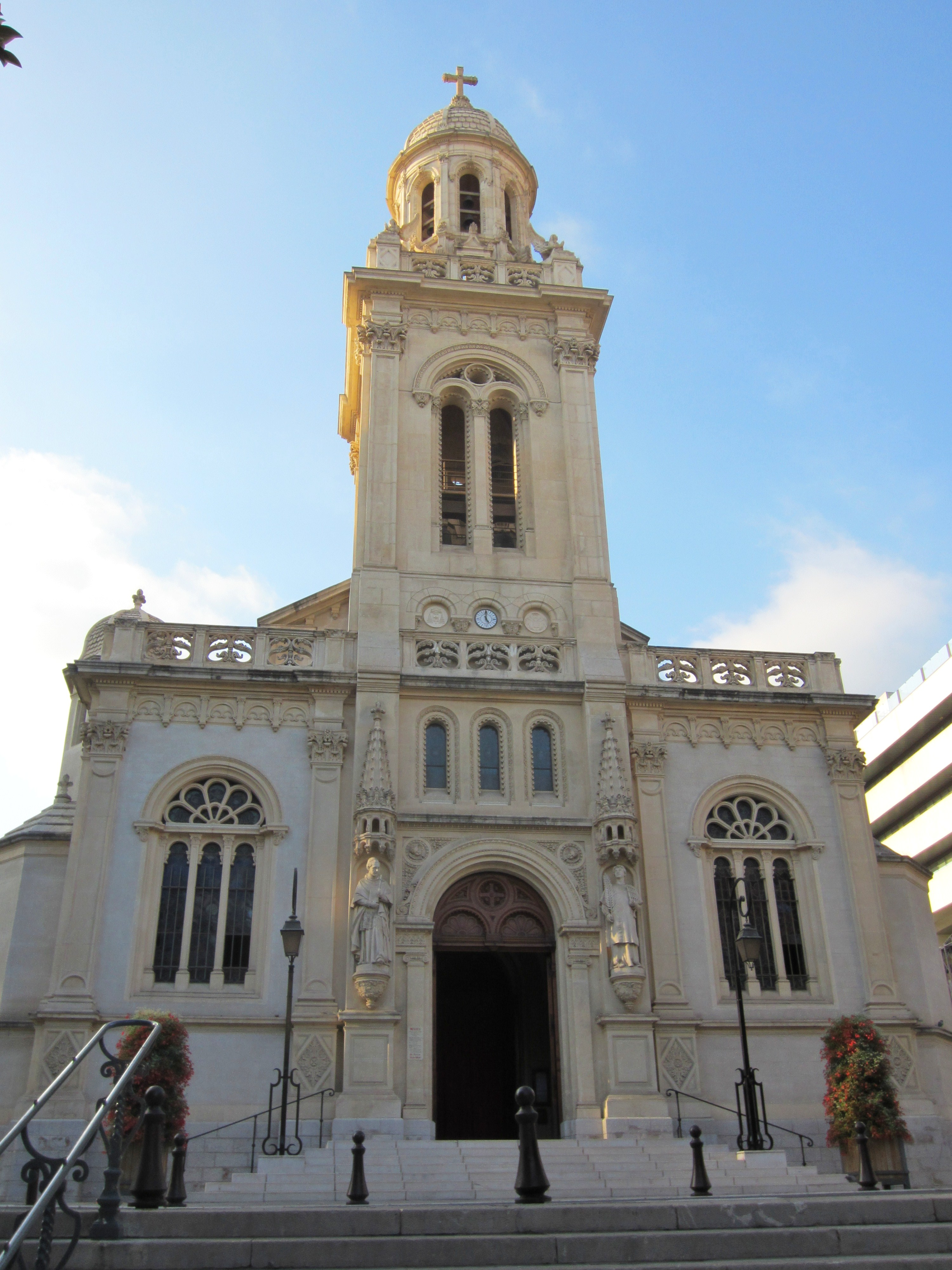
Iglesia de San Carlos en Montecarlo.